# Rhodopygia pruinosa
Rhodopygia pruinosa is een libellensoort uit de familie van de korenbouten (Libellulidae), onderorde echte libellen (Anisoptera).
De wetenschappelijke naam Rhodopygia pruinosa is voor het eerst geldig gepubliceerd in 1953 door Buchholz.